# El Hadaiek
El Hadaiek è un comune dell'Algeria, situato nella provincia di Skikda.